# Pepe Delgado
José „Pepe“ Delgado (* vermutlich 1948 in Guadalajara, Jalisco) ist ein ehemaliger mexikanischer Fußballspieler auf der Position eines Mittelstürmers.

## Laufbahn
Pepe Delgado spielte bereits im Nachwuchsbereich seines Heimatvereins Atlas Guadalajara, bei dem er während seiner gesamten Profikarriere von 1965 bis 1979 unter Vertrag stand.
Delgado gehörte zur Generation der sogenannten Niños Catedráticos. Von der in Guadalajara erscheinenden Zeitung El Informador wurde er in die Formation der besten elf Spieler in der Vereinsgeschichte des Club Atlas aufgenommen.
1968 gewann er mit Atlas den mexikanischen Pokalwettbewerb durch einen 2:1-Finalsieg gegen den CD Veracruz. In den 1970er Jahren stieg er mit Atlas zweimal aus der ersten Liga ab, schaffte aber in beiden Fällen den unmittelbaren Wiederaufstieg.
Nach seiner aktiven Laufbahn arbeitete Pepe Delgado als Trainer im Nachwuchsbereich von Atlas.

## Erfolge
- Sieger der Copa México: 1968
- Meister der Segunda División: 1972, 1979